# 爆走!ガチンコラーメン屋台
爆走!ガチンコラーメン屋台（ばくそうがちんこらーめんやたい）は、テレビ東京で2013年9月より不定期に放送されていた海外でラーメンを作り屋台で旅するバラエティ番組である。
第2回までは、爆走!ポンコツラーメン屋台のタイトルで放送されていた。

## 概要
タレントとラーメン店の店主が旅人としてコンビを組み、ラーメンを作って売りながら世界各国を旅する番組である。
旅人は、ラーメン屋台にもなる中古自動車（軽トラックまたはワゴン車）に乗って旅をする。軍資金も与えられるが、基本的には、道中の宿泊費、ガソリン代、食費、材料費などはラーメンを売って稼がなければならない。
同じくテレビ東京系列で放送される『YOUは何しに日本へ?』のスタッフが製作しており、スタジオMCも『YOUは〜』のMCであるバナナマンが担当する。
宮城県では東日本放送（テレビ朝日系列）で、福島県では福島中央テレビ（日本テレビ系列）にて放送された。

## 出演者

### MC
- 設楽統（バナナマン）（第1-3回）
- 中尾明慶（第1回）[1][注 5]
- 日村勇紀（バナナマン）（第2-3回）

### 旅人
- 宇梶剛士（第1回）
- 古谷一郎（なんつッ亭店主）（第1-2回）
- 松村雄基（第2回）[2]
- 上田竜也（KAT-TUN）（第3回）[3]
- 田中友規（志奈そば田なか店主）（第3回）

### ナレーター
- バッキー木場（第1-2回）
- 窪田等（第3回）

### スタジオゲスト
- 萬田久子（第1回）
- 押切もえ（第1回）
- NANA（MAX）（第2回）
- 平愛梨（第2回）
- 春香クリスティーン（第2回）
- 横澤夏子（第3回）
- 足立梨花（第3回）

## 放送リスト
| 回数 | タイトル                                       | 放送日        | 放送時間             | 訪問国                             |
| ---- | ---------------------------------------------- | ------------- | -------------------- | ---------------------------------- |
| 1    | 南米大陸3000km 爆走!ポンコツラーメン屋台       | 2013年9月23日 | 18:30 - 21:54(204分) | アルゼンチン、ボリビア、ペルー     |
| 2    | アフリカ大陸3,700km 爆走!ポンコツラーメン屋台2 | 2014年9月15日 | 18:57 - 21:54(177分) | 南アフリカ共和国、ナミビア         |
| 3    | ヨーロッパ1300km 爆走!ガチンコラーメン屋台     | 2017年10月9日 | 20:00 - 22:48(168分) | フランス、ドイツ、スイス、イタリア |

## スタッフ
2017年10月9日放送分
- 構成：政宗史子、廿楽大輔、佐藤允彦
- カメラ：三浦貴広、米谷悟
- 音声：
- アートプロデューサー：篠田幸彦
- メイク：山田かつら
- 音響効果：おぜき孝宏（CUEVO）
- 編集：佃豪人、日詰しのぶ
- MA：東麻奈美
- ロケ技術：高橋、山本佐吉
- 技術協力：イメージランド、テクノマックスビデオセンター
- 美術協力：テレビ東京アート
- デスク：永倉晴日（テレビ東京）
- 番宣：澁谷牧代（ともにテレビ東京）
- AP：中澤亜友、阿部地笑（共にKABUTO）
- ディレクター：水野雅之（ジッピー）、森谷将（KABUTO）
- 演出：太田勇（テレビ東京）
- 総合演出：野村正人（ジッピー）
- プロデューサー：加藤正明（テレビ東京）、本橋由美子（ジッピー）、米倉伸（KABUTO）
- チーフプロデューサー：村上徹夫（テレビ東京）
- 制作協力：ジッピー・プロダクション（第3回ではクレジット表記なし）[注 6]、KABUTO
- 製作著作：テレビ東京